# آيت امحند او موسى (إرحالن)
آيت امحند او موسى هي إحدى مشيخات المملكة المغربية، تتبع جغرافيا لإقليم شيشاوة وإداريًا لإرحالن. يقدر عدد سكانها بـ 976 نسمة حسب الإحصاء الرسمي للسكان والسكنى لسنة 2004.